# Festung von Nizwa
Die Festung von Nizwa (arabisch قلعة نزوى, DMG Qalʿat Nizwā) ist eine große Festungsanlage in Nizwa, einer Oasenstadt im Zentrum von Oman.

## Geschichte
Seit Beginn des 17. Jahrhunderts war Nizwa die Hauptstadt der Yaruba-Dynastie. Die Festung von Nizwa wurde in den 1650ern unter der Herrschaft von Sultan ibn Saif I. errichtet, allerdings geht das Fundament bis auf das 12. Jahrhundert zurück.
Die Festung war der administrative Sitz für die Imame und Wālī der Region. Die Mauern und Gebäude wurden innerhalb von zwölf Jahren über einem unterirdischen Fließgewässer errichtet und erinnern in ihren für omanische Verhältnisse großen Dimensionen an die Bedeutung der Stadt in der turbulenten Geschichte Omans. Die hohen Mauern fungierten als Schutz vor Überfällen, die vom Reichtum der Stadt an der Kreuzung zahlreicher Handelsrouten angezogen wurden.

## Anlage

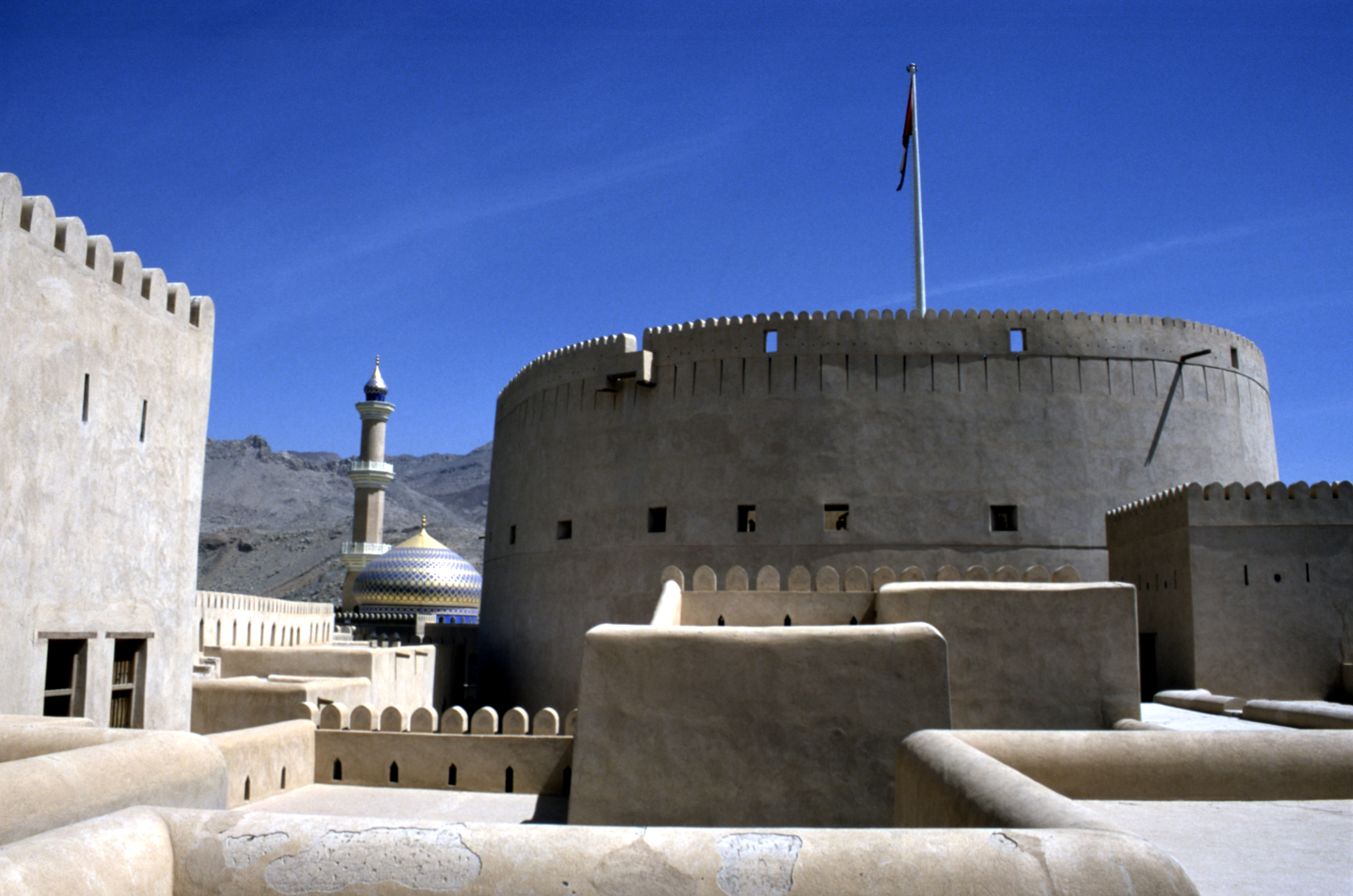
Blick über die Dächer des Wohnbereichs der Festung zum Hauptturm

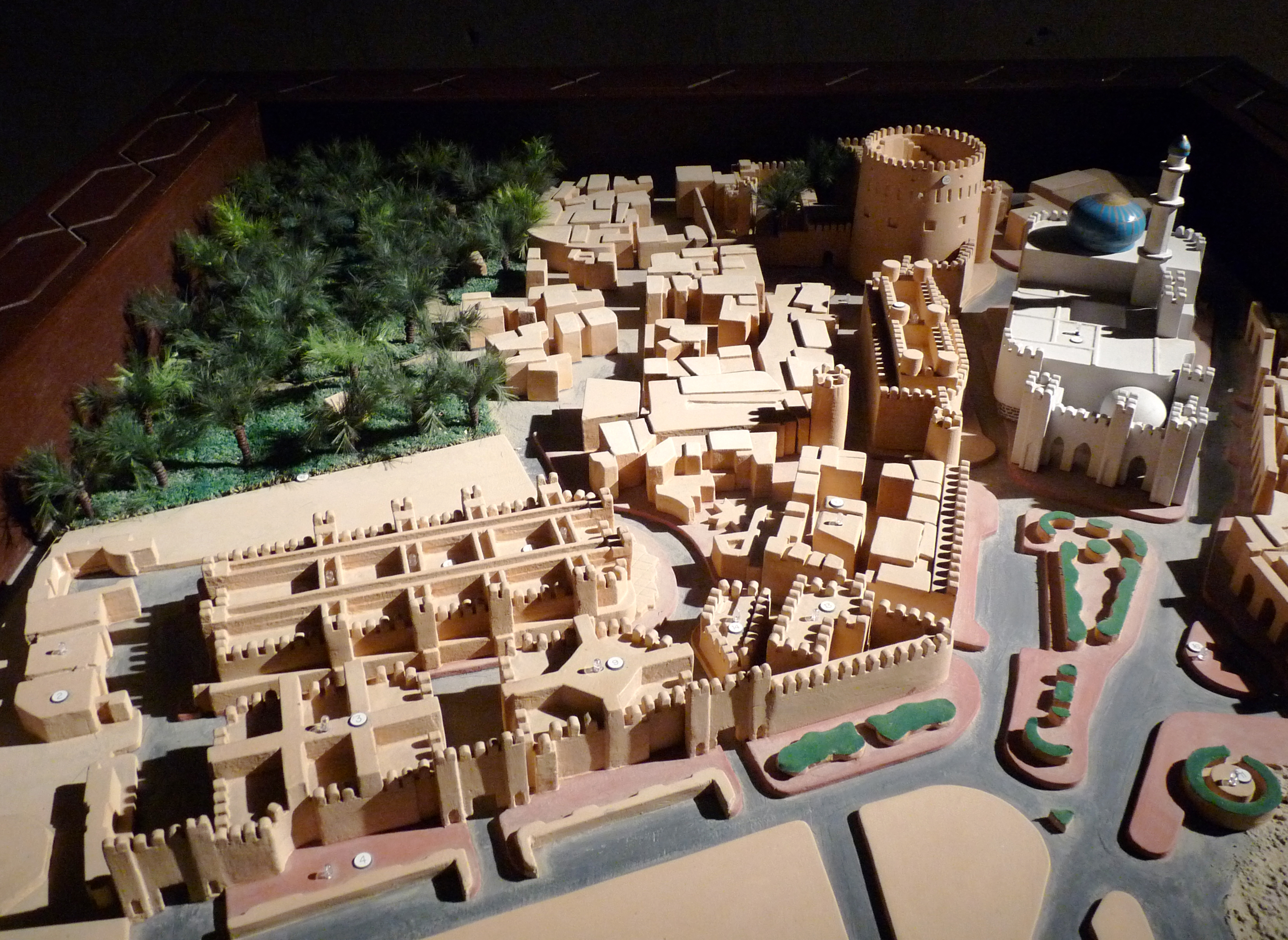
Modell des Souks mit der Festung

Die Festung von Nizwa grenzt östlich an den großen Souk der Oase im Nordbereich des befestigten Wohngebiets der Oase. Sie demonstriert den Fortschritt im Festungsbau in der Yaruba-Dynastie und den Übergang zur mörser-basierten Kriegsführung. Die dicken Fundamente der Festung reichen wiederum 30 Meter tief in den Boden. Die verstärkten Türen und Mauern sind alle abgerundet und robust, um Mörserbeschuss auch bei längeren Auseinandersetzungen standzuhalten.
Die Anlage und die ganze Stadt wird von einem 24 Meter hohen Hauptturm mit einem Durchmesser von 45 Metern eingenommen. Dieser ist bis zu einer Höhe von 14 Metern mehrheitlich mit Felsen und Geröll gefüllt. Darauf liegt die Kanonenplattform, die von einer mehr als zehn Meter hohen Mauer mit Palisade geschützt ist. Im Hauptturm befinden sich 24 Öffnungen für die dort stationierten Mörser, die bei einem Angriff aus einer beliebigen Richtung das Feuer erwidern konnten. Von den ursprünglich 24 Mörsern befinden sich nur noch vier auf dem Hauptturm. Eine der Mörser trägt den Namen von Sultan bin Saif. Eine andere Kanone war ein Geschenk aus Boston, die dem ersten Botschafter von Oman in den USA im Jahr 1840 zum Geschenk gemacht worden war. Die Architektur des Hauptturms mit Zinnen, Geheimgängen, Falltüren und Brunnen zeugt von der Absicht, langfristig Widerstand gegen Angreifer leisten zu können.

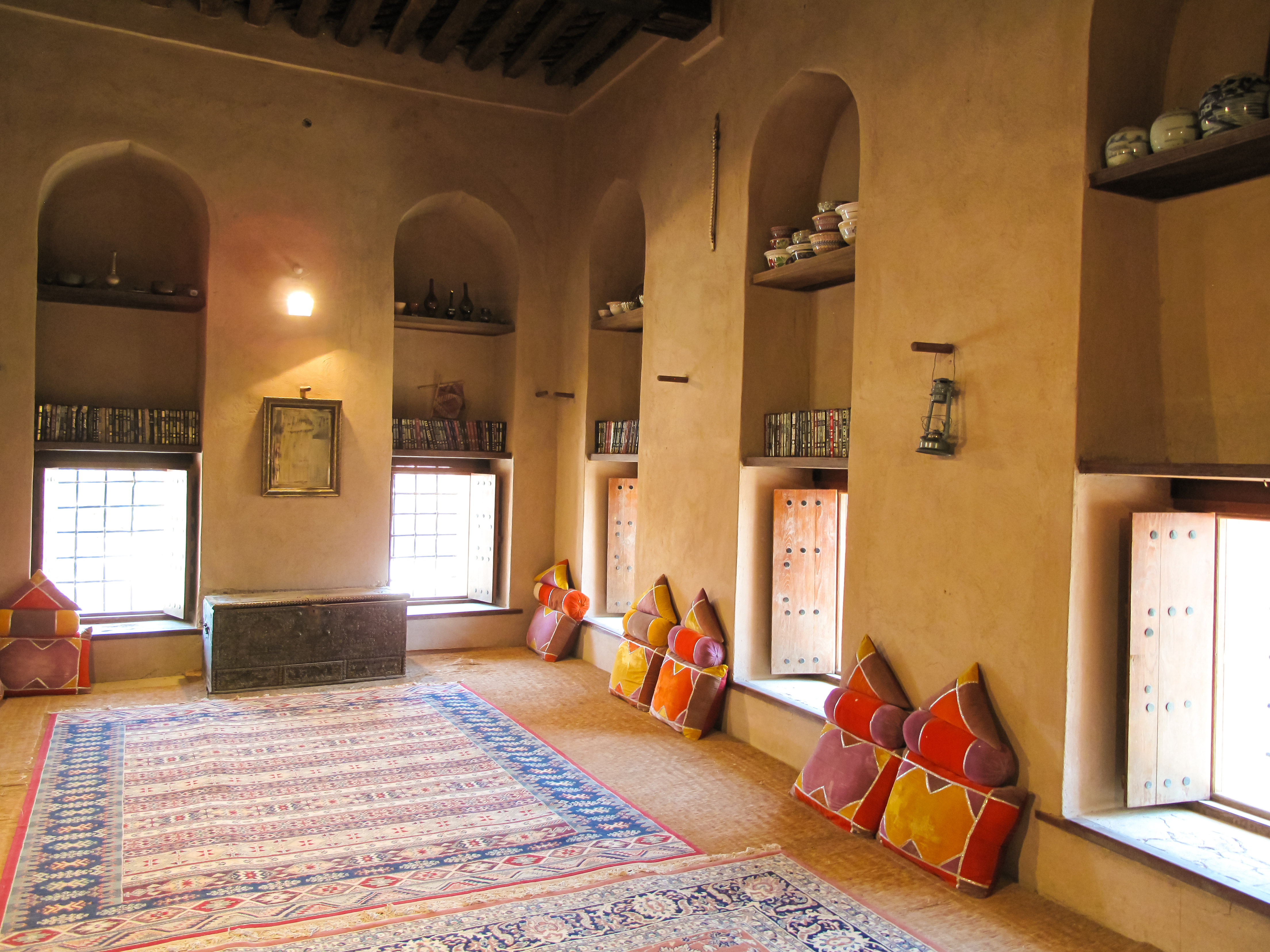
Bibliothek der Festung

Der Anlage vorgelagert ist ein von hohen Mauern, aber mit mehreren Zugängen versehener Hof. Hinter dem Haupteingang ins Festungsgebäude, das neben dem Turm aus einem Wohnbereich besteht, öffnet sich ein Labyrinth aus Gängen, Toren, Höfen, Räumen, Terrassen, Sälen sowie engen Stiegenaufgängen und Passagen. Die Lage der Festung über einem unterirdischen Fluss und damit versorgte Zisternen sicherten die Wasserversorgung in Belagerungszeiten.
Zugang zum oberen Teil des Hauptturms erlangten Belagerer nur über eine enge, verschlungene Treppe im dunklen Inneren des Turms, die von einer schweren, stachelbewehrten Holztür versperrt war. Fallen im Stiegengang ließen heißes Öl oder Wasser durch Mörderlöcher auf Feinde herabregnen. Sechs Fallgruben erschwerten den Zugang zum Turm – manche Stiegen besitzen heute noch Holzbretter, die im Notfall entfernt werden konnten, um einen tiefen Schacht zu öffnen. Unterirdische Keller waren für die Nahrungs- und Munitionsversorgung vorgesehen. An den Zinnen des Hauptturms konnten 120 Wachen gleichzeitig stationiert werden; hinzu kamen 480 Geschützöffnungen.

## Tourismus
In der Festung ist heute ein Museum untergebracht, das die Geschichte, das Handwerk und die Traditionen von Nizwa erläutert. Am Freitag sind die Öffnungszeiten eingeschränkt.
Souk und Festung von Nizwa sind eine der meistbesuchten Touristenattraktionen in Oman.